# Jean Pierre Roma
Pour les articles homonymes, voir Roma.
Jean-Pierre Roma était un colon français du XVIIIe siècle qui avait formé une colonie près des rivières Brudenell et Montague dans le comté de Kings sur l'Île-du-Prince-Édouard, au Canada. Aujourd'hui, ce site est un site historique national appelé Roma Three Rivers. Il est situé dans ce qui est maintenant la petite communauté de Brudenell.